# Gornoe
Gornoe (in lingua russa Горное) è un centro abitato dell'Oblast' autonoma ebraica, situato nel Leninskij rajon.